# Томас Йоганн Зеєбек
То́мас Йо́ганн Зе́єбек (нім. Thomas Johann Seebeck, 9 квітня 1779, Ревель (нині — Таллінн) — 10 грудня 1831, Берлін) — німецький фізик.

## Біографія
Здобув медичну освіту в університетах Берліна та Геттінгена. У 1802 році здав іспити для дозволу на лікарську практику і працював у Гетінгені. Працював приватним вчителем у Єні, Байройті і Нюрнберзі, при цьому почав займатися природничими науками. У 1795 році у Байройті одружується із Юліане Амалі Ульріке. У Байройті також народилися 6 із 8 його дітей. З 1818 року оселився в Берліні, де був обраний членом Академії наук. Зеєбек зробив кілька відкриттів в оптиці (колірні явища поляризації в одно- і двуосних кристалах, відкриті одночасно французьким фізиком Біо, а раніше — Брюстером у 1813 і Волластоном у 1814), акустиці (вплив руху звучного тіла на висоту тону), у вченні про теплоту (розподіл теплових променів в сонячному спектрі), але особливо — в області електрики (відкриття в 1821 термоелектричних струмів; поперечне намагнічування). Зеєбек багато працював над вивченням хімічної дії світла і відкрив, що ця дія не закінчується негайно по припиненню світла, але продовжується і в темряві дуже довгий час. Крім того, Зеєбек дав дослідне підтвердження закону Брюстера про зв'язок показника заломлення тіла з кутом повної поляризації.
У 1821 році відкрив спосіб охолодження речовини за допомогою електрики, названий його ім'ям. У 1822 році він опублікував результати своїх дослідів у статті «До питання про магнітну поляризацію деяких металів і руд, яка виникає в умовах різниці температур», опублікованій в доповідях Прусської академії наук. У 1834 році був відкритий ефект Пельтьє, зворотний ефекту Зеєбека.